# Szász-Anhalt
Szász-Anhalt (németül: Sachsen-Anhalt, alnémet nyelven: Sassen-Anholt) Németország egyik szövetségi tartománya az ország keleti részén, amely elsősorban történelmi és kulturális örökségéről híres, például Luther Márton reformációs tevékenysége révén Wittenbergben. Emellett több UNESCO világörökségi helyszínt is magáénak tudhat, mint például Quedlinburg óvárosa és a Wörlitz-kert. 20 445 km²-es területével Németország 8. legnagyobb tartománya, ezzel az ország területének mintegy 2,5%-át fedi le. Közel 2,1 millió fős lakosságával pedig a szövetség 11. legnépesebb tagja, ezzel az ország népességének 5,72%-ával rendelkezik. Népsűrűsége az országos átlag alatt van.
Nyugatról Alsó-Szászország, keletről Brandenburg, délről pedig Szászország és Türingia határolja. Székhelye az "Ottostadt" becenéven is gyakran nevezett Magdeburg, itt alapították meg a Német-római Birodalom első érsekségét I. Ottó császár alatt, így vallási és politikai központtá vált a középkorban. Emellett Otto von Guericke városaként ismert, aki itt végezte híres vákuumkísérleteit, például a magdeburgi félgömbök tesztjét. De nevezetesebb települései közé tartozik Wittenberg, a reformáció bölcsője, Luther Márton itt szegezte ki 95 tételét, Dessau, a Bauhaus mozgalom egyik központja, modernista építészeti emlékekkel, illetve Quedlinburg festői középkori városa, UNESCO világörökség, több mint 1300 favázas házzal.
A táj változatos: északon alföldi síkságok, délen dombságok és a Harz-hegység húzódik. Legmagasabb pontja a Brocken (1142 m), amely a Harz-hegységben található. A tartományt keresztülszeli a Elba, amely fontos vízi útvonal. A régióban több mellékfolyó is található, például a Saale és a Havel. A termőföldek kiválóak, így a mezőgazdaság jelentős szerepet játszik. Szász-Anhaltban található Németország egyik legnagyobb sós tava, a Süßer See. A tájat gazdag erdők, tavak és természetvédelmi területek is színesítik.
Történelme gazdag és sokszínű, a középkortól kezdve fontos szerepet játszott a német történelemben. A térség már a korai középkorban jelentős volt: I. Ottó császár itt alapította meg a magdeburgi érsekséget, amely vallási és politikai központ lett. A középkorban több város, például Quedlinburg és Halberstadt is fontos szerepet töltött be. A 16. században Luther Márton wittenbergi fellépésével innen indult a reformáció. A térség később több fejedelemségre bomlott, majd a porosz befolyás alá került. A második világháború után a Szovjetunió megszállási övezetébe került, majd az NDK része lett. 1990-ben, Németország újraegyesítése után újjáalakult mint önálló tartomány.

## Nevének eredete
Szász-Anhalt neve két történelmi terület összeolvadásából származik: Szászország (Sachsen) és Anhalt.
- "Szász" rész a történelmi Kelet-Szászországhoz kapcsolódik, amelyhez a térség egy része a középkorban tartozott.
- "Anhalt" pedig egy középkori német fejedelemség neve volt, amely a mai tartomány középső és déli részét fedte le.

A két név a második világháború után egyesült, amikor a tartományt Szász-Anhalt néven hozták létre.

## Folyói, hegyei
Három fő folyója van, az Elba, a Havel és a Saale.
Legnagyobb hegysége a Harz, ennek legmagasabb pontja a Brocken 1141 méterrel.

## Ipar
Főbb iparágai:
- Vegyipar
- Biotechnológia
- Autóexport

## Főváros
Fővárosa Magdeburg. 200 km² területű és 230 000 lakosa van.
Látványosságai:
- Schul-múzeum
- Városháza
- Flora-park
- Hofnungs-templom

## Főbb városok

### Halle
Itt található a Városi múzeum. Minden évben megrendezik a hallei zenei napokat.

### Dessau
- Bauhaus – Walter Gropius
- Junkers – Hugo Junkers – Ju 52
- Dessau-Wörlitzer Gartenreich
- Moses Mendelssohn
- Kurt Weill

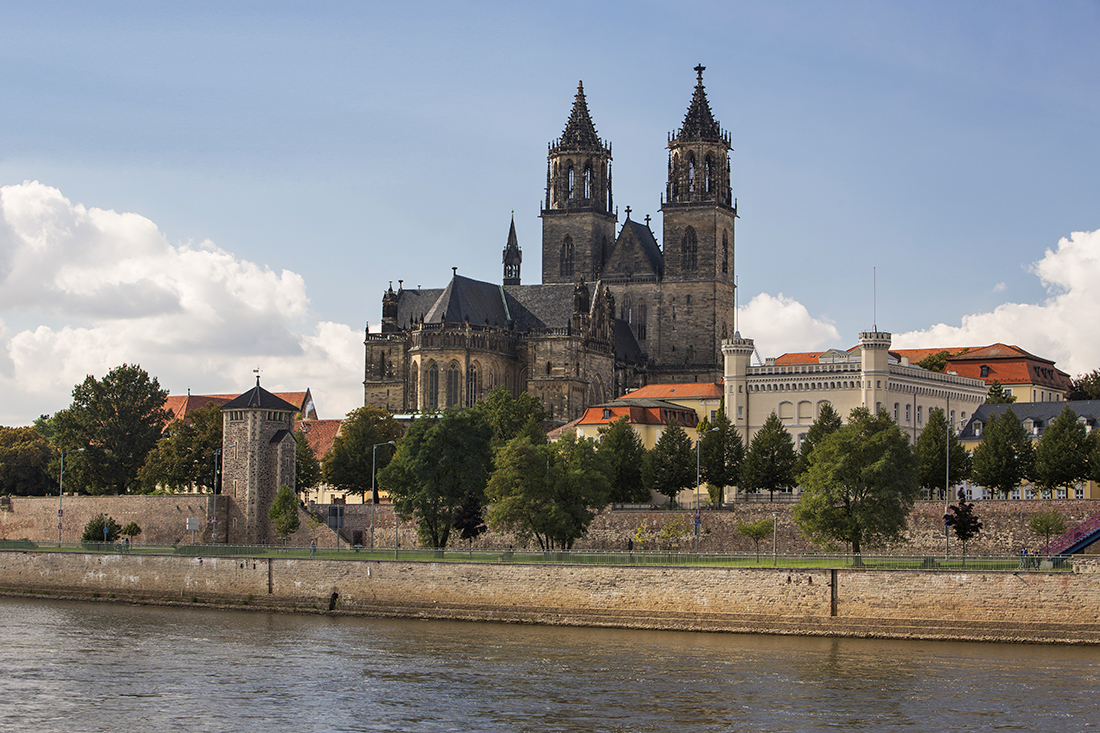
Magdeburg, a székhely
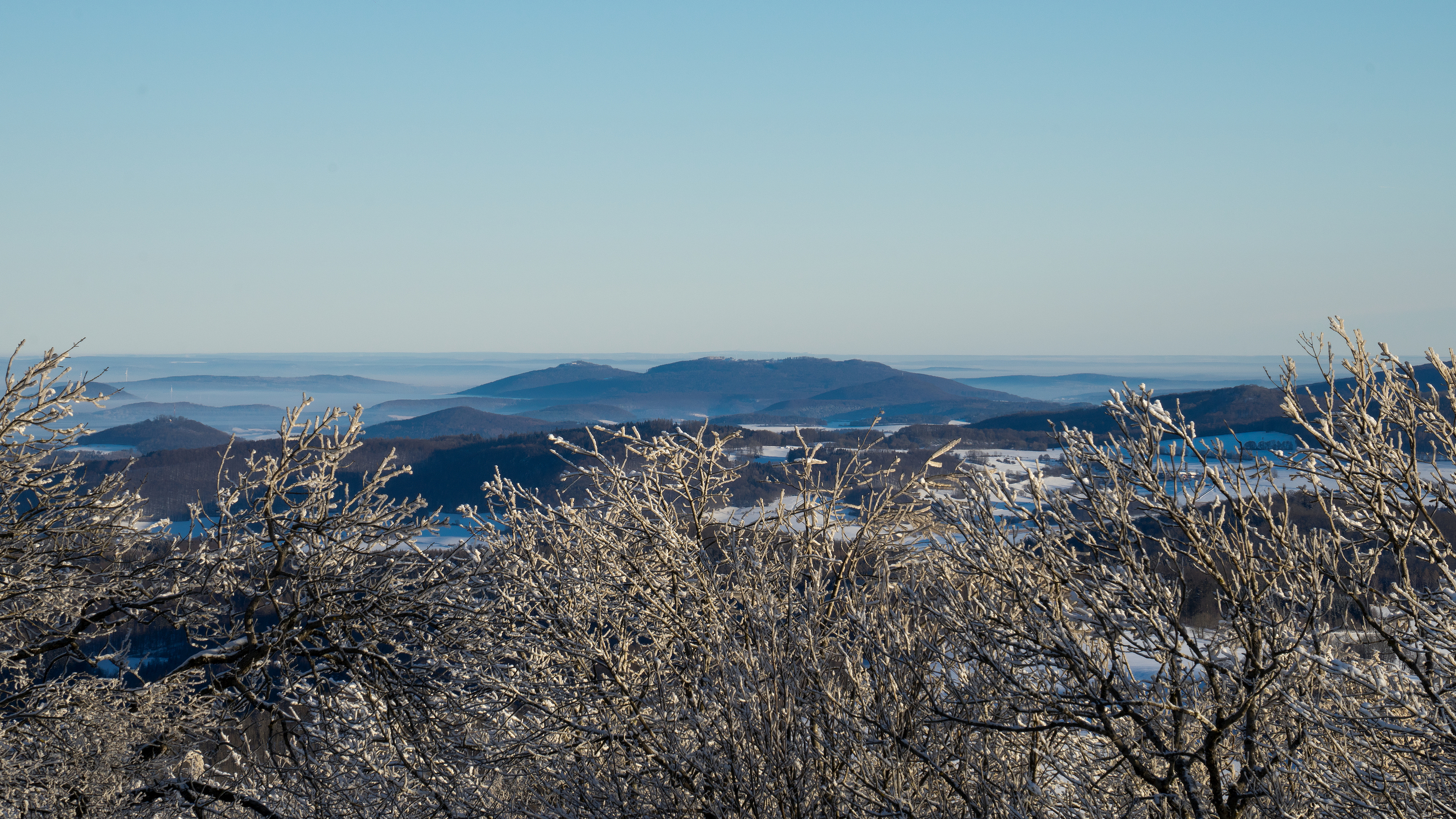
A Brocken
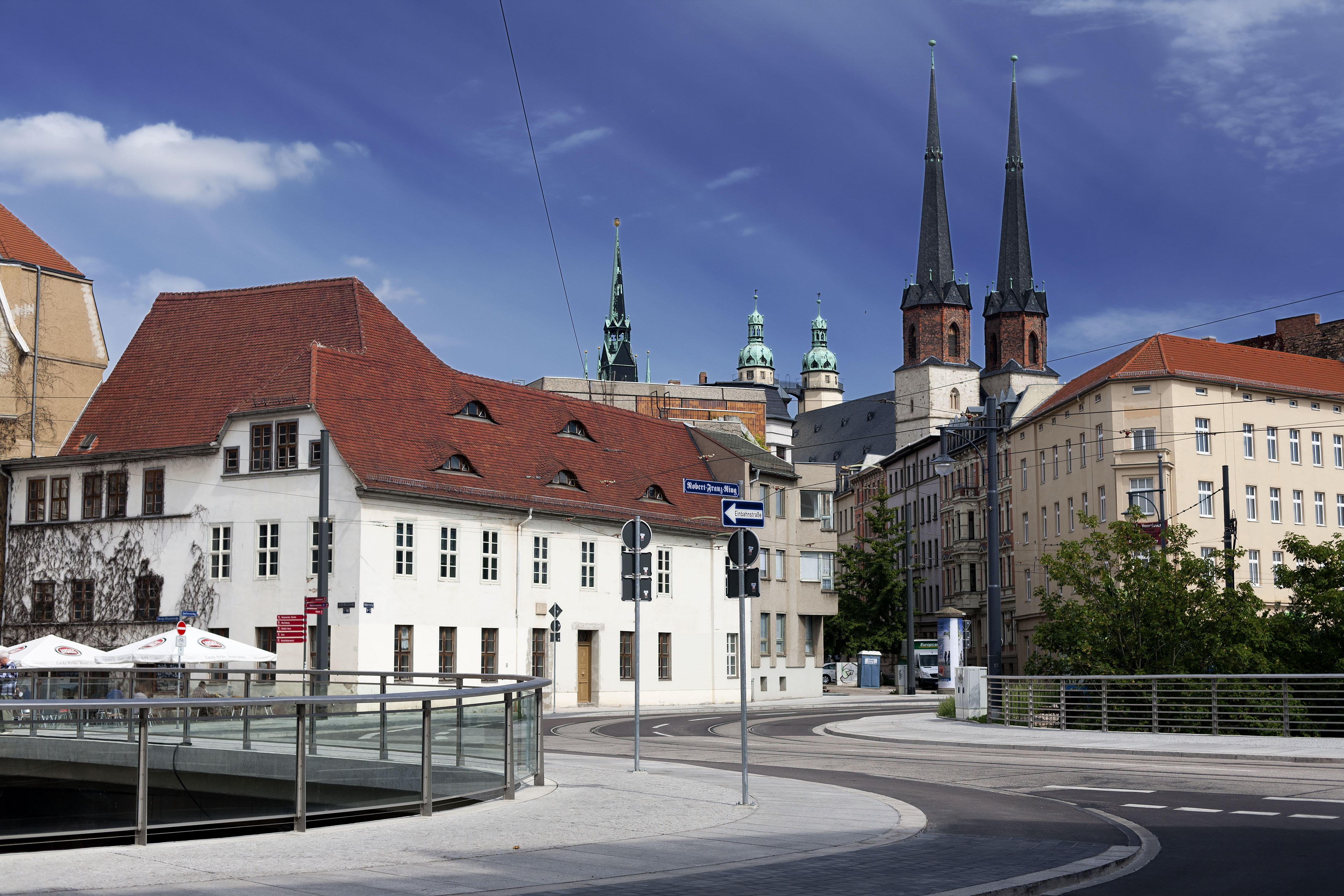
Halle, a tartomány legnagyobb városa
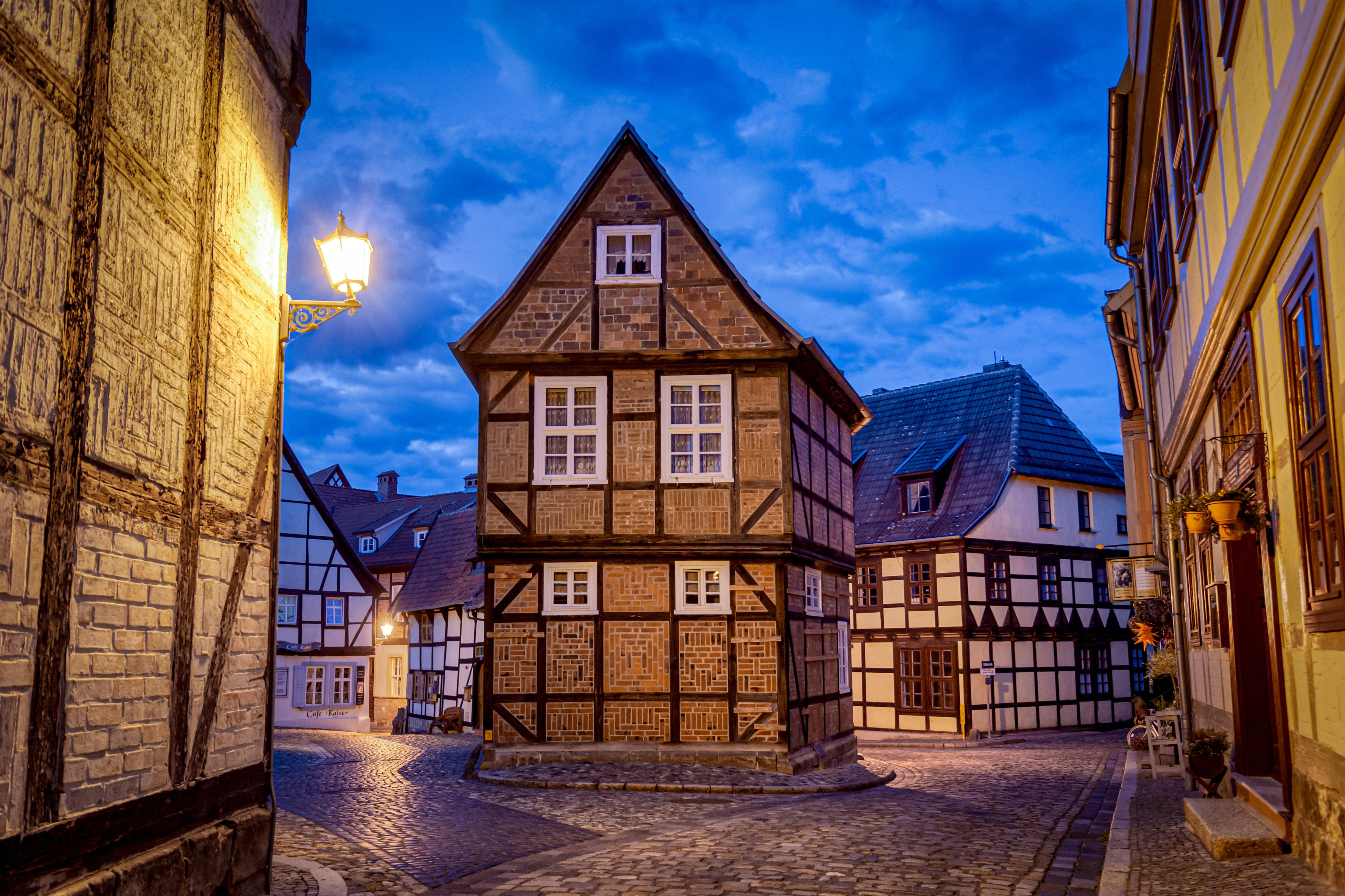
Quedlinburg középkori óvárosa
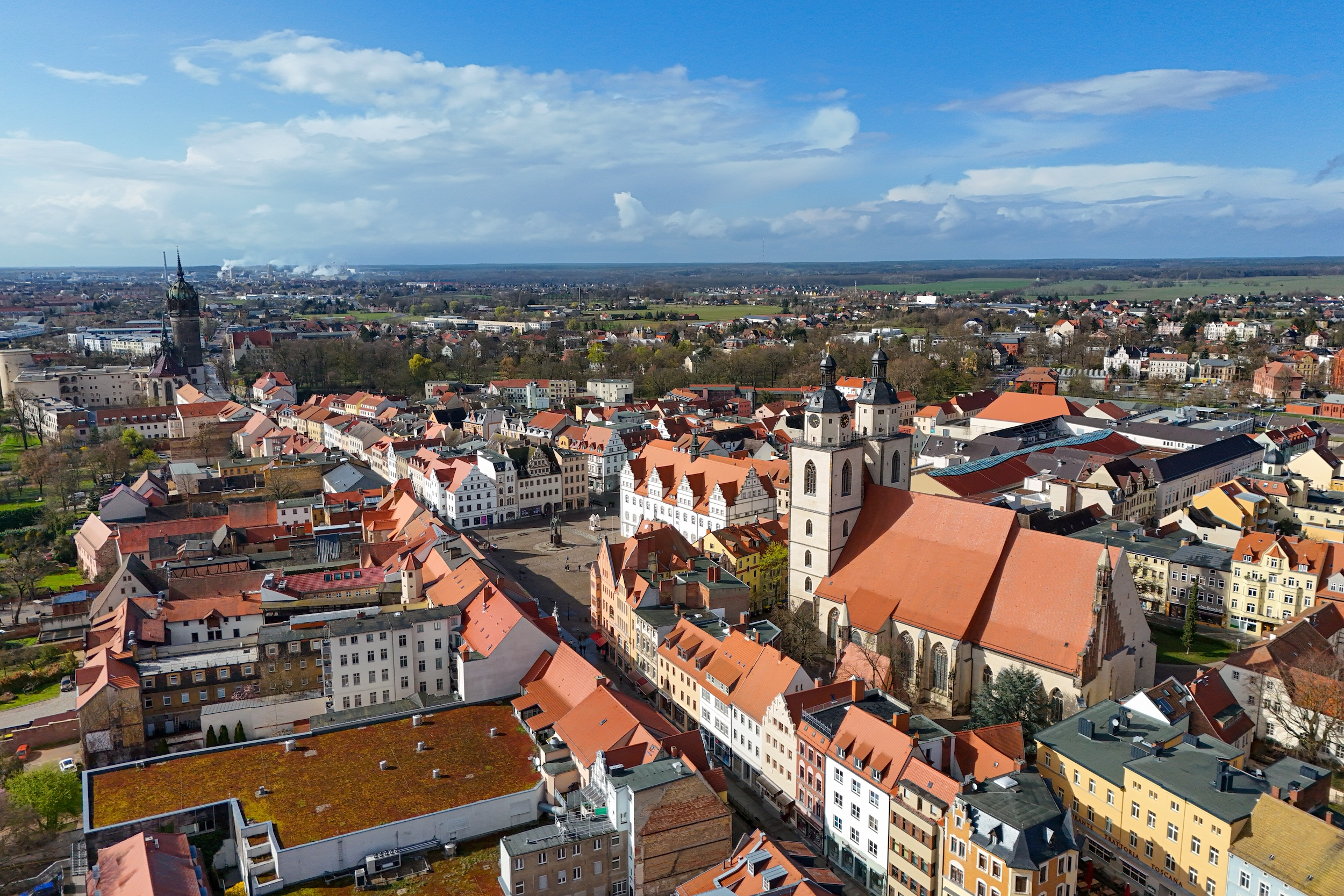
Wittenberg főtere, a középkori óvárossal

## A tartomány híres polgárai
- Waldemar Cierpinski – olimpiai bajnok sportoló
- Wilhelm von Bode - művészettörténész